# 赤羽橋駅
赤羽橋駅（あかばねばしえき）は、東京都港区東麻布一丁目にある、東京都交通局（都営地下鉄）大江戸線の駅である。駅番号はE 21。

## 歴史
- 2000年（平成12年）12月12日：開業。
- 2007年（平成19年）3月18日：ICカード「PASMO」の利用が可能となる[2]。

## 駅構造
島式ホーム1面2線の地下駅である。イタリアのベトロアレド社が製作したガラスが、ホームの側壁に多数埋め込まれている。エレベーター、エスカレーター設置。
また、緊急時などのために麻布十番側に渡り線を設けており、折り返しが可能な構造になっている。なお、現時点で当駅折り返しの列車は設定されていない。

### のりば
| 番線 | 路線         | 行先               |
| ---- | ------------ | ------------------ |
| 1    | 都営大江戸線 | 大門・両国方面     |
| 2    | 都営大江戸線 | 六本木・都庁前方面 |

（出典：都営地下鉄:駅構内図）

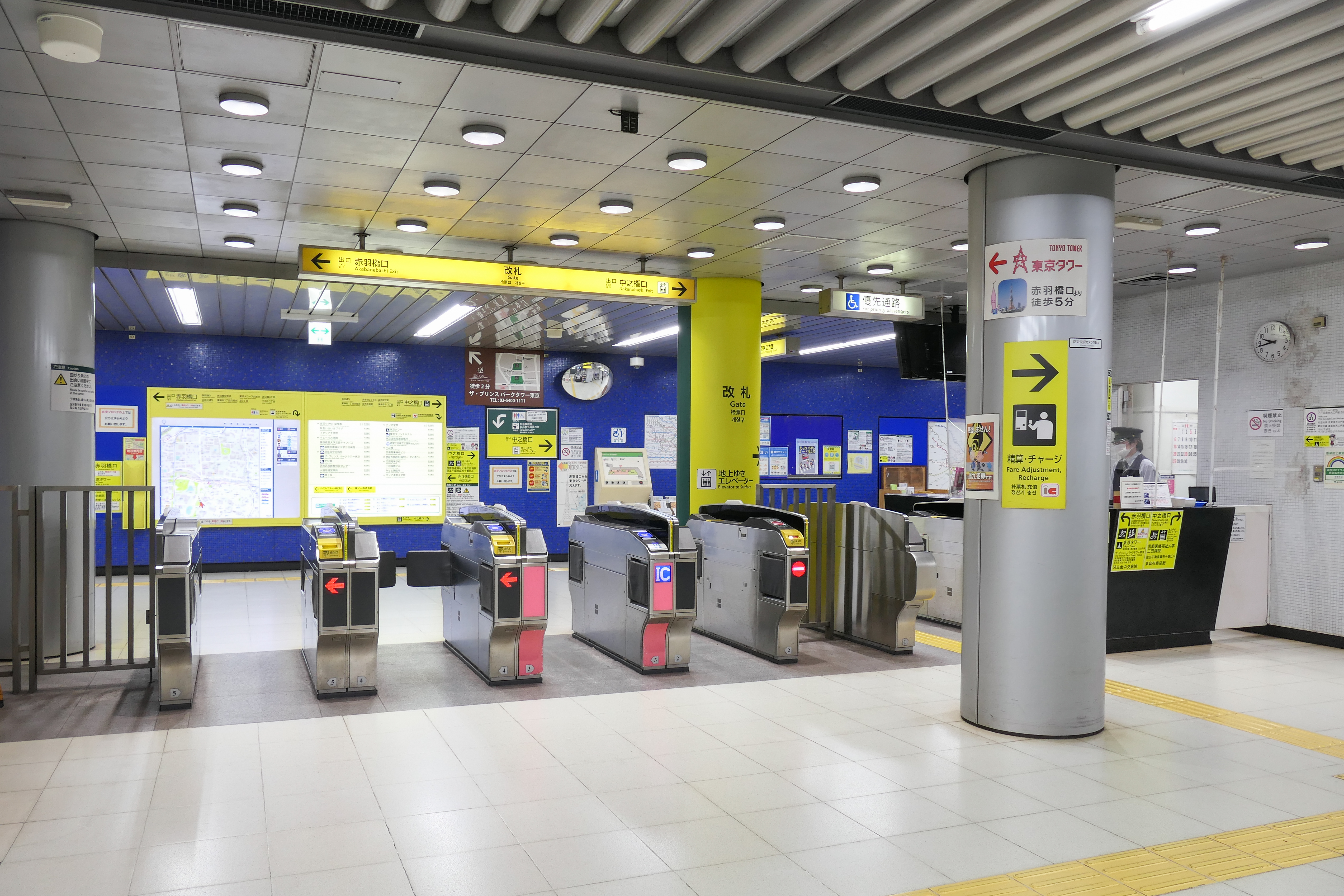
改札口（2022年11月）
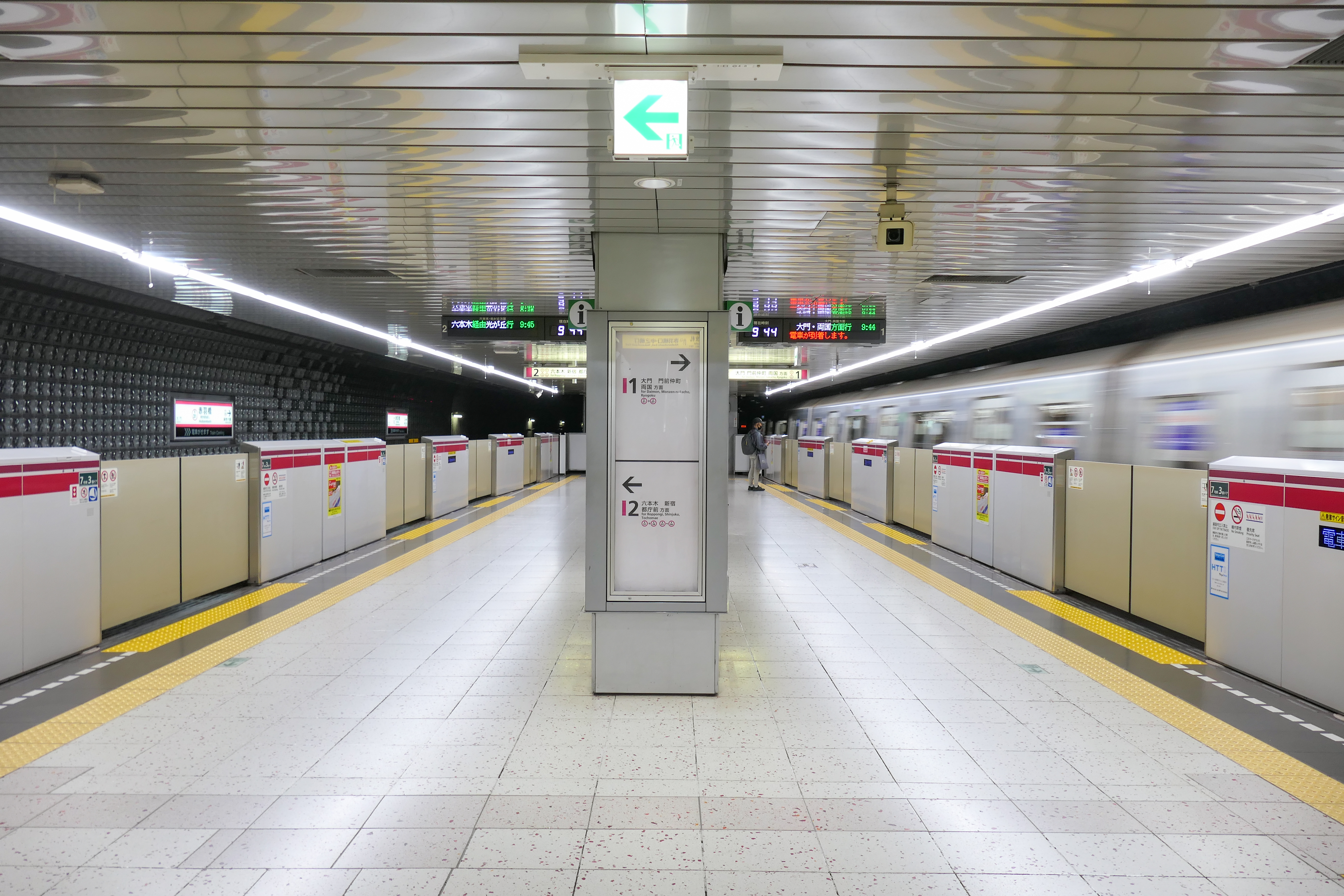
ホーム（2022年11月）

### 出口
出口は2箇所 東京タワーへは赤羽橋口が最寄りである
| 出口名称 | 位置                                   | 備考             |
| -------- | -------------------------------------- | ---------------- |
| 中之橋口 | 北緯35度39分18.4秒 東経139度44分36.7秒 | エレベーターあり |
| 赤羽橋口 | 北緯35度39分17.2秒 東経139度44分41.5秒 |                  |

## 利用状況
2023年（令和5年）度の1日平均乗降人員は34,237人（乗車人員：17,308人、降車人員：16,929人）である。開業当初の乗車人員の見込みは、3,000人であった。
開業以来の1日平均乗降・乗車人員は下表の通りである。
| 年度               | 1日平均 乗降人員 | 1日平均 乗車人員 | 出典     |
| ------------------ | ---------------- | ---------------- | -------- |
| 2000年（平成12年） | 15,444           | 7,588            | [ * 1 ]  |
| 2001年（平成13年） | 21,402           | 10,551           | [ * 2 ]  |
| 2002年（平成14年） | 24,983           | 12,302           | [ * 3 ]  |
| 2003年（平成15年） | 26,637           | 12,918           | [ * 4 ]  |
| 2004年（平成16年） | 27,168           | 13,321           | [ * 5 ]  |
| 2005年（平成17年） | 29,754           | 14,814           | [ * 6 ]  |
| 2006年（平成18年） | 31,899           | 16,101           | [ * 7 ]  |
| 2007年（平成19年） | 35,069           | 17,801           | [ * 8 ]  |
| 2008年（平成20年） | 36,418           | 18,533           | [ * 9 ]  |
| 2009年（平成21年） | 35,766           | 18,180           | [ * 10 ] |
| 2010年（平成22年） | 34,383           | 17,479           | [ * 11 ] |
| 2011年（平成23年） | 33,379           | 16,890           | [ * 12 ] |
| 2012年（平成24年） | 34,232           | 17,229           | [ * 13 ] |
| 2013年（平成25年） | 35,293           | 17,726           | [ * 14 ] |
| 2014年（平成26年） | 36,187           | 18,167           | [ * 15 ] |
| 2015年（平成27年） | 37,449           | 18,900           | [ * 16 ] |
| 2016年（平成28年） | 38,424           | 19,405           | [ * 17 ] |
| 2017年（平成29年） | 40,429           | 20,392           | [ * 18 ] |
| 2018年（平成30年） | 43,070           | 21,700           | [ * 19 ] |
| 2019年（令和元年） | 42,784           | 21,529           | [ * 20 ] |
| 2020年（令和02年） | 25,126           | 12,552           |          |
| 2021年（令和03年） | 25,190           | 12,593           |          |
| 2022年（令和04年） | 29,896           | 14,998           |          |
| 2023年（令和05年） | 34,237           | 17,308           |          |

## 駅周辺

### 赤羽橋口
駅名にもなっている「赤羽橋」（古川に架かる桜田通り（国道1号）上の橋）がある。出入口の上に首都高速都心環状線 (C1) が通っており、同線の芝公園出入口も近い。
- 芝公園
- 増上寺
- 東京タワー
- 東京都済生会中央病院
- 三田国際ビル
- 芝公園阪神ビル
  - チリ大使館・チリ総領事館
  - WWFジャパン
- 国道1号（桜田通り）
- 東京都道301号白山祝田田町線
- 東京都道319号環状三号線
- 渋谷川（古川）
- みなと保健所
- イタリア大使館
- オーストラリア大使館
- 東京プリンスホテル
- ザ・プリンス パークタワー東京
- 芝東照宮
- 東京都立三田高等学校
- 港区立赤羽小学校
- 東京都水道局 港営業所
- 慶應義塾大学 三田キャンパス
- 都営地下鉄三田線芝公園駅 - 徒歩数分の距離にあるが、連絡運輸は行っていない。

### 中之橋口
- 東京法務局港出張所
- 東麻布商店街
- 国際医療福祉大学三田病院
- ばんぺいゆ・ばんぺいゆマネジメント
- アール・エフ・ラジオ日本東京支社
- 駐日キューバ大使館
- 駐日パラオ大使館
- 在日ロシア連邦大使館

## バス路線
道路上の「赤羽橋駅前」バス停から発着する。
- 都営バス（東京都交通局）
  - 都06：新橋駅前行 / 渋谷駅前行
  - 橋86：新橋駅前行・東京タワー行 / 目黒駅前行
  - 反94：五反田駅行（平日のみ運行）
- 東急バス
  - 東98：東京駅南口行 / 清水行・等々力操車所行
- ちぃばす（フジエクスプレス）
  - 麻布東ルート：六本木けやき坂方面
  - 田町ルート：田町駅東口行・芝浦車庫行 / 六本木ヒルズ行

※両ルートでバス停位置が異なる。

## 隣の駅
東京都交通局（都営地下鉄）
 都営大江戸線
大門駅 (E 20) - 赤羽橋駅 (E 21) - 麻布十番駅 (E 22)